# Reino Helismaa

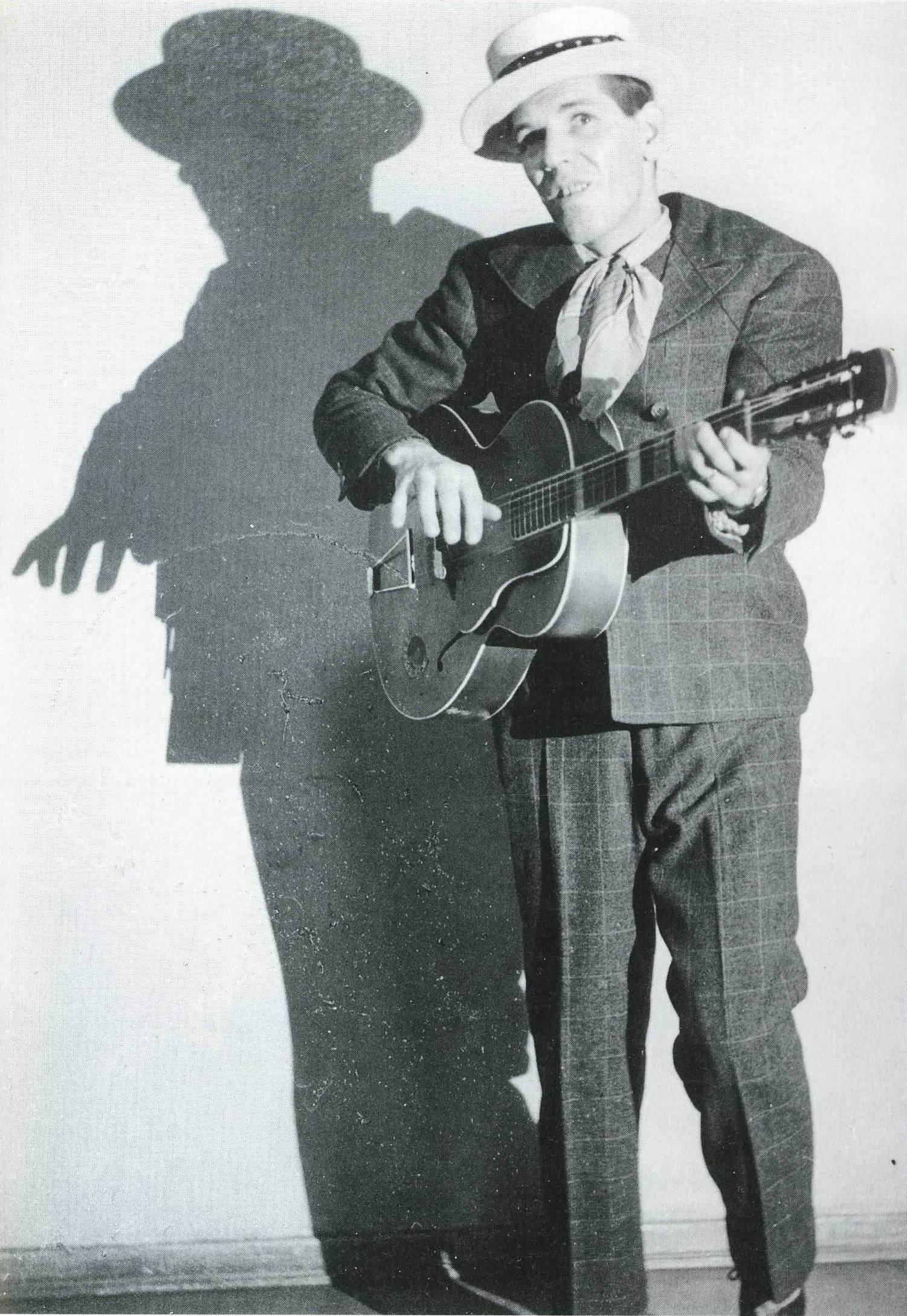
Reino Helismaa

Reino "Repe" Vihtori Helismaa, före 1934 Helenius, född 12 juli 1913 i Helsingfors, död 1965 i Helsingfors, var en finsk manusförfattare, skådespelare, sångare och sångtextförfattare.  

## Biografi
Helismaa föddes i Helsingfors som son till Vihtori och Maria Helenius. Familjen flyttade sedan till Ulrikasborg. Helismaas far var snickare och blev i april 1918 ihjälskjuten på gatan, fastän han var obeväpnad. Under finska inbördeskriget flydde familjen till Laukas, där modern hade släkt. Senare samma år flyttade de till Lahtis, där hennes bror August bodde. Reino genomgick fyraårig realskola i Lahtis och studerade sedan vid gymnasiet. 1931 avslutade han sin militärtjänst vid flygförsvaret i Viborg. Vid samma tid blev han intresserad av komisk musik och köpte ett dragspel. 1935 ändrade han efternamnet till Helismaa och gifte sig med Lempi Turunen (1915-1983) den 13 september 1936. Paret flyttade till Viborg, där sonen Arto föddes 1937 och  dottern Satu 1938. Helismaa arbetade på ett tryckeri, men inkomsterna var för små. Han började därför skriva för olika tidningar och uppträdde vid sidan om med sin gitarr.
1939 tvingades Helismaa genomgå ny tjänstgöring och under vinterkriget deltog han i strider vid flygvapnet. När Viborg erövrades av ryssarna förlorade Helismaa sitt hem och arbete. Efter att striderna avslutats 1940, flyttade Helismaa till Lahtis, där han arbetade som vaktmästare på en restaurang. Helismaa flyttade snart till Helsingfors med familjen. Efter kriget började Helismaa skriva noveller och kolumner. Under fortsättningskriget tvingades Helismaa till fronten, där hans sångtalang upptäcktes, varför han skickades till underhållstrupperna. Striderna avslutades 1944 och Helismaa drömde om ett vanligt familjeliv. 1945 föddes sonen Markku och samma år fick familjen ett nytt hem i Helsingfors. 
Efter andra världskriget blev Helismaa känd genom sina revyer med sånger av J. Alfred Tanner, vilka han framförde med Tapio Rautavaara. Helismaa hade träffat Rautavaara under kriget, då de tjänstgjorde vid samma regemente. Helismaas första skivinspelning var med Tanners "Yhteinen Susannamme" med Rautavaara. Efter kriget kontaktade Toivo Kärki Helismaa och inledde samarbete. Under efterkrigstiden gjorde Helismaa en turné med Rautavaara och Esa Pakarinen. Efter en tid hoppade Rautavaara av trion, varför Jorma Ikävalko trädde in. Under början av 1950-talet började Helismaa och Kärki göra sånger; Helismaa skrev texten och Kärki komponerade. Till dessa sånger hör bland andra "Kulkurin iltatähti", "Lapin jenkka" och "Rakovalkealla". Från 1950-talet gjorde Tapio Rautavaara flera skivinspelningar med Helismaas sånger och han framförde dem även efter Helismaas bortgång. Under 1950-talet var Helismaa med i flera komedifilmer, till vilka han också skrev manus, bland till "Rovaniemi markkinoilla" från 1951. Filmen var mycket populär hos folket, men kritikerna hatade den. Filmen följdes av flera "Rillumarei"-filmer, vilka innehöll flera populära låtar. Även dessa filmer hade stort stöd hos folket. Toivo Särkkä försvarade Helismaas verk för kritikerna, fastän han många gånger höll med kritikerna. 
Under 1950- och 1960-talen var Helismaa aktiv i radion, bland annat skrev han för Yle. Under 1960-talet ägnade sig Helismaa åt satir och skrev under samma period flera sånger. På grund av tobaksrökning  drabbades Helismaa av lungcancer och avled 1965.

## Eftermäle
Helismaa skrev närmare 5000 populära sånger och flera av dessa framfördes på skiva av Tapio Rautavaara. Själv gjorde Helismaa 135 skivinspelningar I februari 1979 hölls en minneskonsert för Reino Helismaa, där Peter von Bagh var värd. Under konserten framfördes några av Helismaas populära sånger; bland annat sjöng Tapio Rautavaara "Rakovalkealla" och "Kulkuri ja joutsen", medan Esa Pakarinen sjöng "Kylymässä mualimassa". 1984 namngavs en gata i Parkstad efter Helismaa och 1987 restes ett minnesmärke över Helismaa i Parkstad.

## Filmmanus
- 1954 - Minä soitan sinulle illalla
- 1954 - Majuri maantieltä